# Журавлёвка (Тевризский район)
Журавлёвка — село в Тевризском районе Омской области России. Административный центр Журавлёвского сельского поселения.

## География
Село находится в северной части Омской области, на правом берегу реки Иртыш, на расстоянии примерно 15 км (по прямой) к востоку от посёлка городского типа Тевриз, административного центра района. Абсолютная высота — 56 м над уровнем моря.
Часовой пояс
Село Журавлёвка, как и вся Омская область, находится в часовой зоне МСК+3. Смещение применяемого времени относительно UTC составляет +6:00.

## История
Основано в 1894 году. По данным 1928 года в селе имелось 115 хозяйств и проживало 611 человек (в основном — белоруссы). Функционировали школа и маслозавод. В административном отношении являлось центром сельсовета Тевризского района Тарского округа Сибирского края.

## Население
| 1926 | 2010 |
| ---- | ---- |
| 611  | ↘332 |

Половой состав
По данным Всероссийской переписи населения 2010 года, в половой структуре населения мужчины составляли 47,9 %, женщины — соответственно 52,1 %.
Национальный состав
Согласно результатам переписи 2002 года, в национальной структуре населения русские составляли 96 %.

## Улицы
| - ул. Административная, - ул. Байбинская, - ул. Зелёная, - ул. Иртышная, - ул. Клубная, | - ул. Нагорная, - ул. Новая, - ул. Речная, - ул. Селиловка, - ул. Школьная. |

## Инфраструктура
В селе функционируют средняя общеобразовательная школа, фельдшерско-акушерский пункт (структурное подразделение Тевризской ЦРБ), сельский дом культуры и отделение Почты России.